# Vertebră amficelică

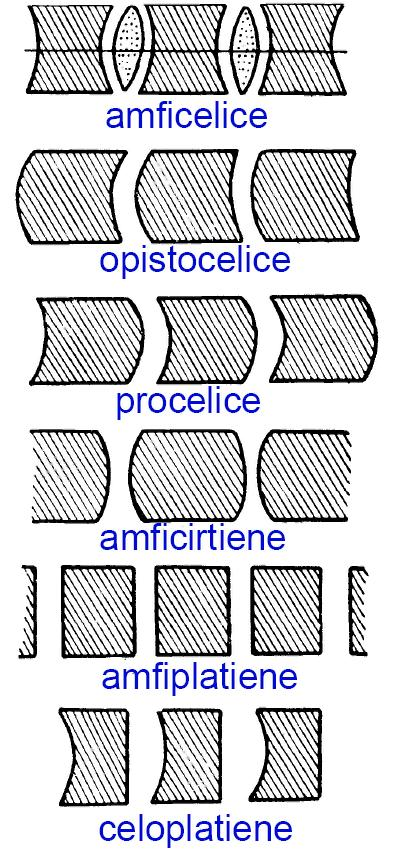
Tipuri de vertebre

Vertebrele amficelice sunt forme primitive de vertebre, care au corpul biconcav, adică scobit în formă de pâlnie sau con, atât pe fața sa anterioară, cât și pe cea posterioară.
Acest fel de vertebre sunt proprii vertebratelor inferioare, la care coarda dorsală se păstrează și la animalul adult și anume la pești, la batracienii gimnofioni (Gymnophiona), la urodelele (Urodela) inferioare și la reptilele inferioare, cum sunt spre ex. rincocefalele (Rhynchocephalia).
În porțiunile sale, în jurul cărora se dezvolta corpul vertebrei, coarda dorsală, se subțiază foarte mult și rămâne bine dezvoltată numai în spațiul cuprins între două vertebre, asemănându-se astfel cu un șirag de mărgele.